# Giustino (Trentino)
Giustino (deutsch veraltet: Zustin oder Justen, auch: Jobsten) ist eine italienische Gemeinde (comune) im Trentino in der Region Trentino-Südtirol und hat 740 Einwohner (Stand am 31. Dezember 2023). Die Gemeinde liegt etwa 28 Kilometer westnordwestlich von Trient im Rendenatal an der Sarca und gehört zur Comunità delle Giudicarie.

## Verkehr
Durch die Gemeinde führt die Strada Statale 239 di Campiglio von Dimaro nach Tione di Trento.

## Söhne und Töchter
- Lauro Tisi (* 1962), katholischer Geistlicher, Erzbischof von Trient